# Aeroporto de Baixo Guandu/Aimorés
O Aeroporto de Baixo Guandu/Aimorés (ICAO: SNBG) é um aeroporto localizado no município brasileiro de Baixo Guandu, no estado do Espírito Santo. Situa-se próximo à divisa com o município vizinho mineiro de Aimorés, sendo administrado pela prefeitura das duas cidades. Suas coordenadas são as seguintes: 19°29'56.00"S de latitude e 41°02'31.00"W de longitude.
Foi construído entre 1967 e 1968 e está restrito para operação de aeronaves de pequeno porte e em voo livre. Possui uma pista de 1 200 metros de asfalto.